# Anke Kühn
Anke Kühn (Hannover, 28 de febrero de 1981) es una exjugadora alemana de hockey sobre césped.

## Trayectoria
Kühn tuvo su primera participación olímpica en Atenas 2004. En el torneo venció a Países Bajos en la final y ganó la primera medalla de oro de la selección alemana. En la defensa del título en Pekín 2008 perdió en semifinales ante la selección anfitriona y cayó en el partido por el tercer puesto contra Argentina.